# Aartsbisdom Los Altos Quetzaltenango-Totonicapán
Het aartsbisdom Los Altos Quetzaltenango-Totonicapán (Latijn: Archidioecesis Altensis Quetzltenanguensis-Totonicapensis) is een Guatemalteeks rooms-katholiek aartsbisdom met als zetels Quetzaltenango en Totonicapán. De aartsbisschop van Los Altos Quetzaltenango-Totonicapán is metropoliet van de kerkprovincie Los Altos Quetzaltenango-Totonicapán, waartoe ook de suffragane bisdommen Huehuetenango, Quiché, San Marcos, Sololá-Chimaltenango en Suchitepéquez-Retalhuleu behoren.

## Geschiedenis
Het aartsbisdom werd opgericht op 27 juli 1921, als het bisdom Quetzaltenango, Los Altos, uit delen van het aartsbisdom Guatemala, en was suffragaan aan het aartsbisdom Guatemala. Op 13 februari 1996 werd het verheven tot metropolitaan aartsbisdom met de naam aartsbisdom Los Altos Quetzaltenango-Totonicapán. 
Het verloor meermaals gebied bij de oprichting van de bisdommen San Marcos (1951), Sololá (1951) en Suchitepéquez-Retalhuleu (1996). 

## Parochies
Het aartsbisdom had in 2021 een oppervlakte van 3.012 km2 en telde 1.383.089 inwoners waarvan 50,0% rooms-katholiek was.

## Ordinarii

### Bisschoppen
- Jorge García Caballeros (30 juni 1928 - 5 april 1955)
  - Rafael González Estrada (hulpbisschop: 16 mei 1944 - 1955)
- Luis Manresa Formosa (30 november 1955 - 30 mei 1979)
  - Gerardo Humberto Flores Reyes (hulpbisschop: 26 juli 1966 - 9 mei 1969)
- Oscar Garcia Urizar (4 maart 1980 - 8 januari 1987)

### Aartsbisschoppen
- Victor Hugo Martínez Contreras (bisschop: 4 april 1987, aartsbisschop: 13 februari 1996 - 19 april 2007)
- Oscar Julio Vian Morales (19 april 2007 - 2 oktober 2010)
  - Gonzalo de Villa y Vásquez (apostolisch administrator: 2 oktober 2010 - 17 september 2011)
- Mario Alberto Molina Palma (14 juli 2011 - 10 december 2024)
  - Juan Manuel Cuá Ajacum (hulpbisschop: 27 maart 2021 - 15 april 2023)
- Victor Hugo Palma Paúl (10 december 2024 - heden)

## Galerij van afbeeldingen

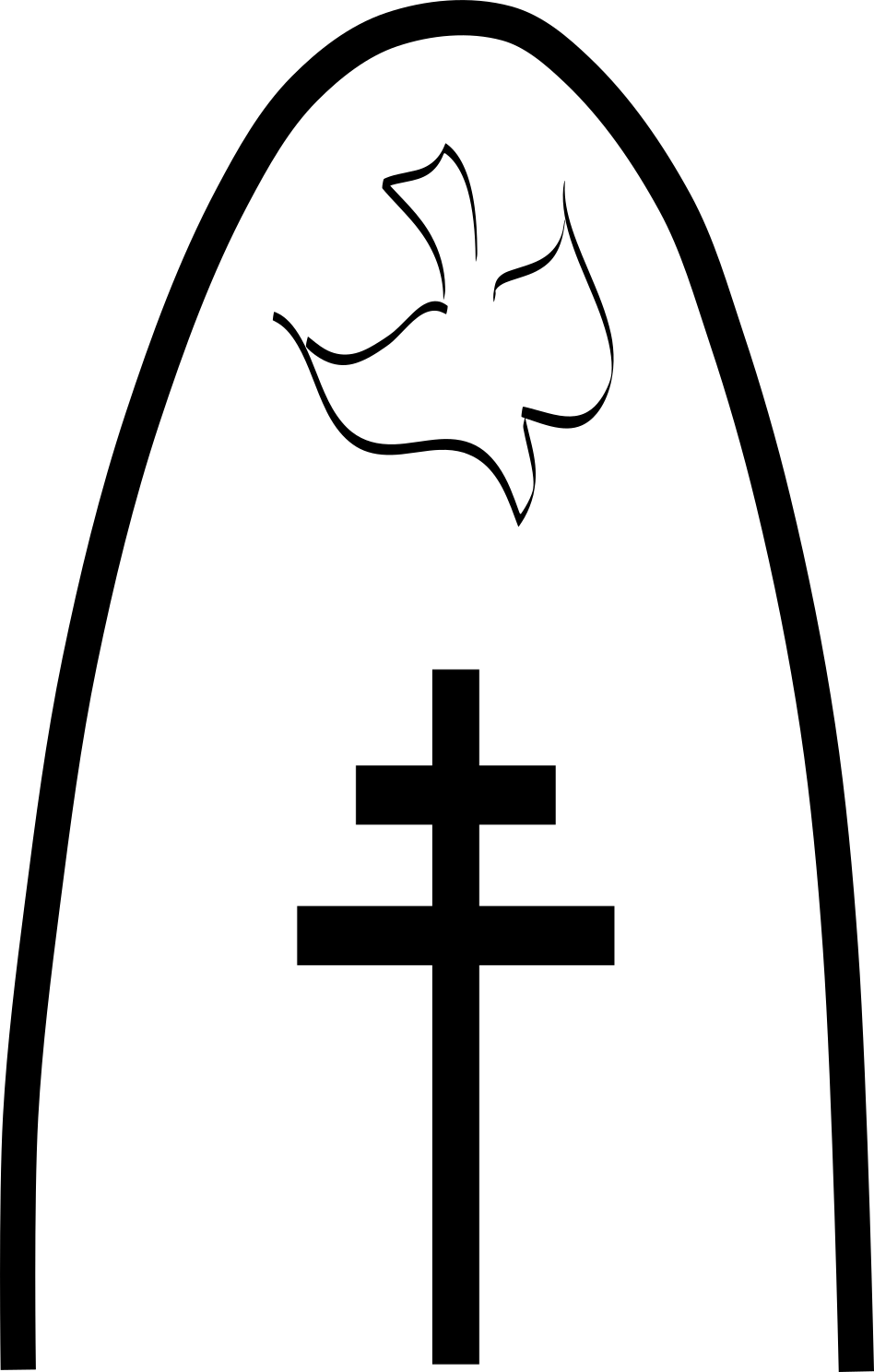
Wapen van het aartsbisdom
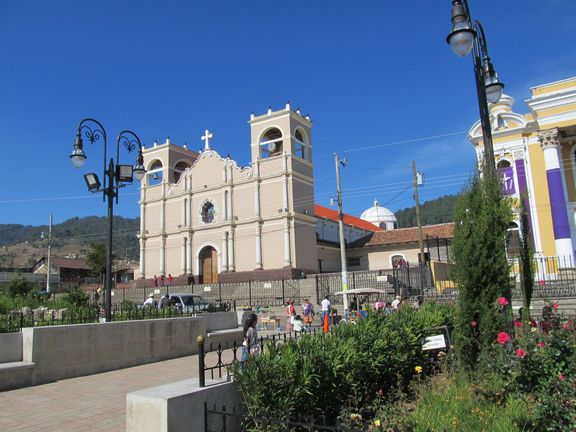
Cokathedraal in Totonicapán in 2012
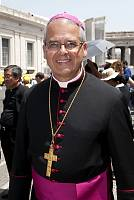
Aartsbisschop Mario Alberto Molina Palma (2011-2024)
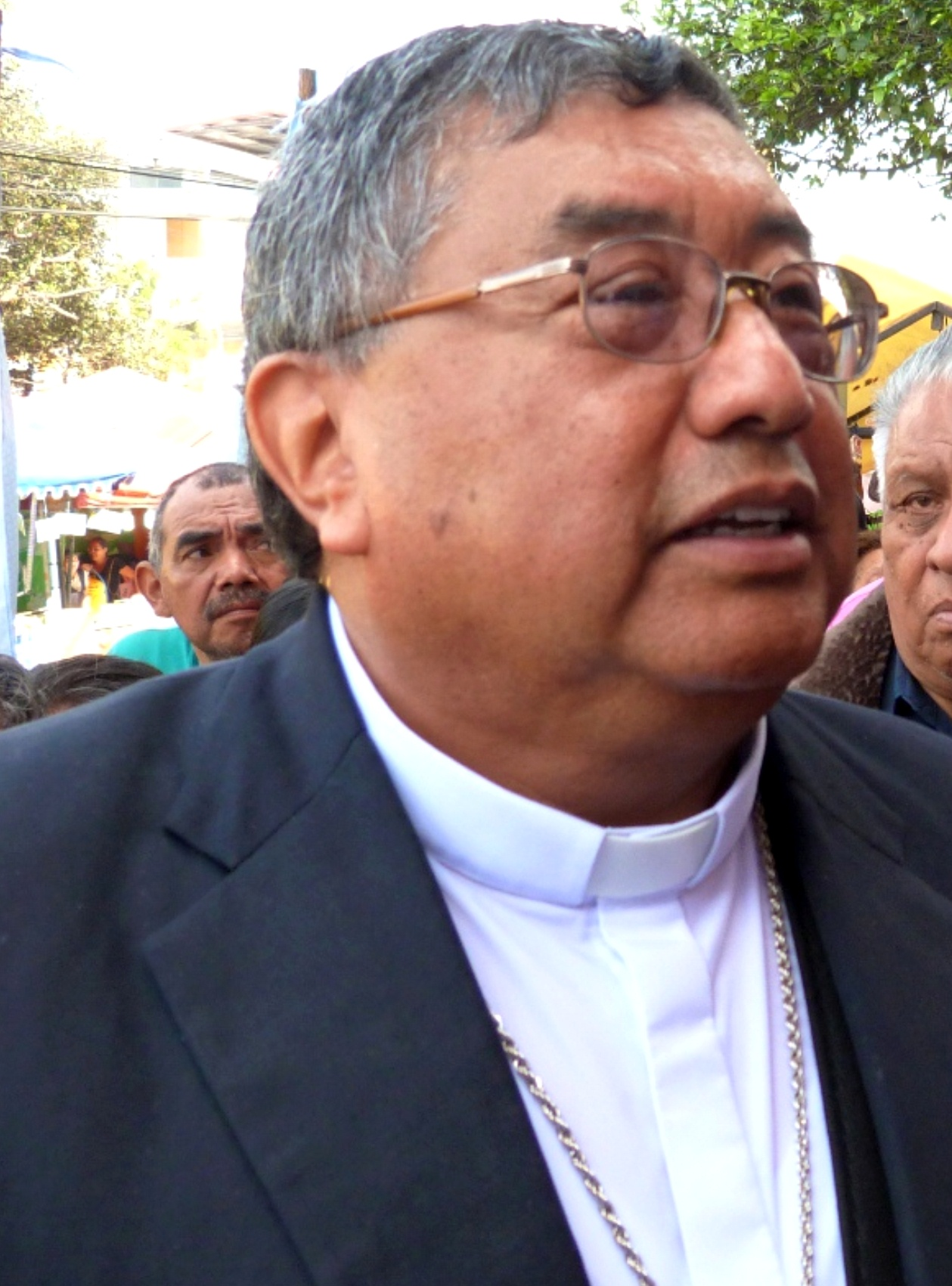
Aartsbisschop Oscar Julio Vian Morales (2007-2010)